# とみおかさいがいエフエム
富岡町臨時災害放送局（とみおかまちりんじさいがいほうそうきょく）は、富岡町が福島県郡山市富田町から放送していた臨時災害放送局。2011年4月から2018年3月の7年間、富岡町の情報を伝え続けてきた。
2018年3月30日をもって閉局した。

## 周波数
- 87.4MHz (2011年4月 - 2011年9月)
- 76.9MHz (2012年3月 - 2018年3月30日)

## コールサイン・出力
- JOYZ2AM-FM 10W

## 自主制作番組
- おだがいさわやかモーニング（8:00 - ）